# Group Material
Group Material ist eine Künstlervereinigung, die 1979 in New York gegründet wurde. Mitglieder sind Doug Ashford (* 1958), Julie Ault (* 1957), Tim Rollins (* 1955), Félix González-Torres, Jochen Klein und andere.
Installationen werden verwirklicht, bei denen Kunstgegenstände der Massenproduktion der Konsumindustrie gegenübergestellt werden. Die Gruppe hat zahlreiche Ausstellungen und öffentliche Projekte realisiert, die die Beziehung zwischen Politik und Ästhetik zum Thema haben.